# غاري ويب (لاعب غولف)
غاري ويب (بالإنجليزية: Gary Webb)‏ هو لاعب غولف أمريكي، ولد في 17 يوليو 1961 في بامبا في الولايات المتحدة.

## وصلات خارجية
- غاري ويب على موقع رابطة لاعبي الغولف المحترفين (الإنجليزية)
- غاري ويب على موقع رابطة اليابان للاعبي الغولف المحترفين (الإنجليزية)